# Castelvetro Piacentino
Castelvetro Piacentino (Castelvédar in dialetto piacentino e in dialetto cremonese) è un comune italiano di 5 365 abitanti della provincia di Piacenza in Emilia-Romagna. È il comune più basso della provincia di Piacenza.

## Geografia fisica

### Territorio
Il suo territorio si colloca all'estremità settentrionale della Regione Emilia-Romagna, in prossimità del fiume Po, al confine con la provincia di Cremona.

## Origini del nome
Denominazione appropriata del paese sarebbe quella di Castelvecchio, da Castrum vetus, come esso veniva anticamente chiamato. La dizione primitiva si mutò in quella di Castelvetro, che costituisce una deformazione dell'altra, perché da Castrum vetus derivò la forma latina volgarizzata Castellum vetus, divenuta Castelvetus per abbreviazione e italianizzata in Castelvetro.

## Storia

### Antichità
L'origine del paese si riallaccia alla costruzione in luogo di una fortezza romana contemporanea forse a quella di Zibello fatta erigere da Marco Bruto, pretore della provincia di Cremona, quale baluardo a difesa dell'impero dopo la sconfitta dei Galli da parte del console Marco Aurelio.
Già nel XIII secolo la fortezza era ridotta, con le mura che la cingevano, a un ammasso di rovine, come si rileva da un documento dell'archivio comunale di Cremona dell'11 febbraio 1221, pubblicato dall'Astegiano.

### Medioevo
Il primo documento che accenni all'esistenza del borgo è una pergamena cremonese del 15 ottobre 1055: riguarda l'investitura a favore dei canonici della cattedrale di Cremona, da parte dell'imperatore carolingio Enrico, di terreni posti in varie località, fra le quali, appunto, Castelvetro, che agli stessi canonici appartenne a lungo.
Appare evidente che sia il Comune che la Chiesa di Cremona tenevano possedimenti in Castelvetro; soprattutto la Chiesa, che li amministrava per il tramite dei suoi vassalli Sommi e Bonifaci, nella parte più a sud, e Dovara.
L'Astegiano, sulla scorta dei documenti in dotazione dell'archivio comunale di Cremona, afferma infatti che l'espandersi della diocesi cremonese sulla destra del Po nei luoghi che nel 1601 passarono alla diocesi di Borgo San Donnino fu conseguenza dei possedimenti acquistati dalla Chiesa e delle conquiste del Comune; e precisa che Castelvetro faceva parte ancor prima d'una delle corti donate dai carolingi all'episcopio cremonese.
Non è possibile stabilire con esattezza i confini dell'antica corte di Castelvetro, ma essi non dovevano comprendere una zona molto vasta se questa era circoscritta fra Croce Santo Spirito, considerata sobborgo della città, San Giuliano e Monticelli d'Ongina. In un atto dell'imperatore Berengario (916-921) Monticelli d'Ongina veniva distinta come un ampio possedimento dell'episcopio cremonese e San Giuliano come una delle vaste pievi dello stesso episcopio. Se ne deduce che l'estensione territoriale della corte di Castelvetro fosse quella dell'attuale capoluogo, fatta esclusione di Croce S. Spirito e per di più, a quel tempo, limitata nella parte a settentrione dal ramo vivo del Po denominato Pausiolo, che, oltre l'attuale crocevia della statale Due Ponti, seguiva il tracciato del cavo Morta.

### Età moderna

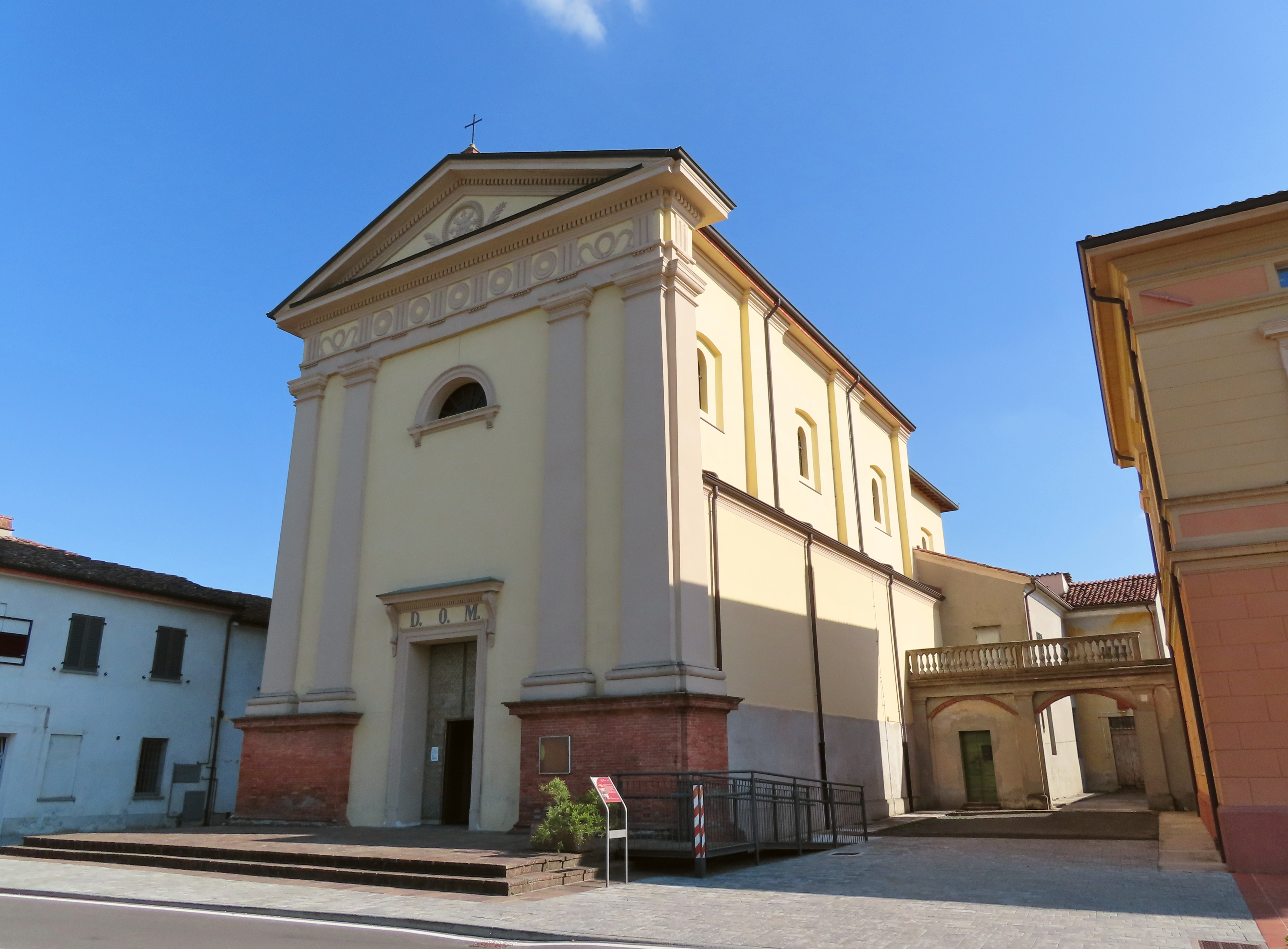
La chiesa parrocchiale di San Giovanni Battista

Storicamente, Castelvetro seguì le sorti di Cremona durante il governo episcopale e comunale; incorporata poi allo Stato Pallavicino, assorbita dal Ducato di Milano, passò infine sotto la giurisdizione dei Farnese, che nel 1698 la concessero in investitura al marchese Federico Coppalati. Un esponente di questa famiglia, Don Gherardo, fu parroco di Castelvetro dal 1724 al 1745. I Coppalati mantennero il possesso di Castelvetro sino agli inizi dell'Ottocento; estintasi in quel tempo la famiglia con la marchesa Carolina, moglie del marchese Pavesi Negri, il feudo tornò a far parte del Ducato di Parma e Piacenza sino all'unità d'Italia.
La promozione del paese a capoluogo del comune, compreso nel circondario di Monticelli d'Ongina, risale al 15 giugno 1814 e fu confermata dalla duchessa Maria Luigia d'Austria l'11 giugno 1814.

### Simboli
Lo stemma e il gonfalone sono stati concessi con regio decreto del 1º marzo 1934.
Lo stemma deriverebbe dal blasone della famiglia Coppalati, marchesi di Castelvetro.
I fiocchi (adottati a partire dal 1889, ma attestati già in precedenza) sarebbero una corruzione dei gigli dei Farnese. In rappresentazioni più antiche dello stemma comunale invece della torre si trova raffigurato un castello, munito di tre torrette merlate. Il gonfalone è un drappo di azzurro.

## Monumenti e luoghi d'interesse
- Chiesa parrocchiale dello Spirito Santo in Croce, dove si conserva un organo "Lingiardi" del 1865[7]

## Società

### Evoluzione demografica
Abitanti censiti

## Cultura

### Eventi
- Il primo fine settimana di Settembre, ricorre la manifestazione Sagra dello Scalogno Piacentino, diventata l'evento clou castelvetrese che promuove lo Scalogno Piacentino con stand gastronomici, cabaret, musica e mostre.[9]
- Nel mese di settembre, nella prima domenica del mese, a Castelvetro Piacentino si svolge le sagra del paese chiamata "Sagra Settembrina". Invece la seconda domenica del mese di ottobre si svolge la sagra della Madonna del Rosario nella parrocchia dello Spirito Santo in Croce S. Spirito (fu in questa occasione che nel 1837 un giovanissimo Giuseppe Verdi venne invitato a dirigere la sua "Messa solenne")

## Geografia antropica

### Frazioni
Castelvetro Piacentino fino ad alcuni decenni fa si divideva in Castelvetro, Croce Santo Spirito e Mezzano Chitantolo, quest'ultimo al confine con la città di Cremona. Questi paesi si sono successivamente uniti per formare il vero e proprio paese di Castelvetro Piacentino. Le frazioni che rimangono tuttora sono San Giuliano e San Pedretto, al confine con il comune di Monticelli d'Ongina. Per quanto riguarda la vecchia suddivisione, Mezzano Chitantolo si trova ai confini con il Po e Cremona, Croce Santo Spirito si estende al fianco della statale che da Cremona conduce a Piacenza mentre Castelvetro si sviluppa al di là di tale arteria stradale, ivi ha sede il municipio.

## Infrastrutture e trasporti
Tra il 1882 e il 1935 a Castelvetro Piacentino era presente una stazione della tranvia Piacenza-Cremona.
La città dispone di una propria stazione ferroviaria, posta sulle linee Cremona-Fidenza, servita dalle corse regionali Trenitalia svolte nell'ambito del contratto di servizio stipulato con la Regione Emilia-Romagna e Cremona-Piacenza, priva di traffico passeggeri.
Nella frazione di San Giuliano è inoltre presente la fermata di San Giuliano Piacentino.

## Amministrazione
Di seguito è presentata una tabella relativa alle amministrazioni che si sono succedute in questo comune.
| Periodo          | Periodo          | Primo cittadino      | Partito                                             | Carica      | Note   |
| ---------------- | ---------------- | -------------------- | --------------------------------------------------- | ----------- | ------ |
| 14 agosto 1985   | 2 agosto 1990    | Fabrizio Gagliardi   | Partito Comunista Italiano                          | Sindaco     | [ 10 ] |
| 2 agosto 1990    | 5 febbraio 1993  | Domenico Silvestrini | Partito Socialista Italiano                         | Sindaco     | [ 10 ] |
| 5 febbraio 1993  | 15 marzo 1994    | Pier Luigi Fontana   | Partito Democratico della Sinistra                  | Sindaco     | [ 10 ] |
| 9 aprile 1994    | 21 novembre 1994 | Stefano Cavatorti    |                                                     | Comm. pref. | [ 10 ] |
| 21 novembre 1994 | 30 novembre 1998 | Patrizia Barbieri    | lista civica di centro-destra                       | Sindaco     | [ 10 ] |
| 30 novembre 1998 | 27 maggio 2003   | Patrizia Barbieri    | lista civica di centro-destra                       | Sindaco     | [ 10 ] |
| 27 maggio 2003   | 15 aprile 2008   | Francesco Marcotti   | civitas di area centro-destra                       | Sindaco     | [ 10 ] |
| 15 aprile 2008   | 27 maggio 2013   | Francesco Marcotti   | lista civica di area centro-destra                  | Sindaco     | [ 10 ] |
| 27 maggio 2013   | 10 giugno 2018   | Luca Quintavalla     | lista civica di centro-sinistra: Castelvetro per Te | Sindaco     | [ 10 ] |
| 11 giugno 2018   | 14 maggio 2023   | Luca Quintavalla     | lista civica di centro-sinistra: Castelvetro per Te | Sindaco     | [ 10 ] |
| 14 maggio 2023   | in carica        | Silvia Granata       | lista civica di centro-sinistra: Castelvetro per Te | Sindaco     | [ 10 ] |